# Jerónimo Cotobal Castro
Jerónimo Cotobal Castro, "Mito" (nacido el 4 de septiembre de 1929 en Alba de Tormes (Salamanca), fallecido el 1 de diciembre de 2012 en Alba de Tormes (Salamanca). Fue un ebanista, artesano, músico y autodidacta español. Excelente tallista, realizó cientos de objetos artísticos en madera, restaurando y recuperando numerosas figuras religiosas, andas procesionales y otros elementos del patrimonio cultural de Alba de Tormes y de su comarca. Gran aficionado a la música, ha permanecido en activo en la Banda de Música de Alba de Tormes hasta su fallecimiento, en 2012. En 2013 fue nombrado "Hijo Predilecto de Alba de Tormes"

## Reseña biográfica
Realizó trabajos industriales y artesanales. Tiene una patente por un armario plegable que se fabricó en serie en los años 50.
Aplicó su oficio en la realización de muebles. En 1959 finalizó la maqueta de la basílica de Santa Teresa de Jesús.
En julio de ese mismo año el entonces gobernador civil  de Salamanca, José Luis Taboada García, le entregó el título de “Primer Artesano Ejemplar de Alba de Tormes”.
En 1966 se casó con Pepita Robles, con quien tuvo 5 hijos.
Compagina el oficio de la madera con la música. Ingresa en la primera Banda de Música de Alba de Tormes, dirigida por Miguel Gutiérrez, tocando la caja y, posteriormente, el saxo alto. Tras un lapso de más de 25 años sin banda, se integra en 1994 en la recién refundada Banda de Música como saxo barítono, bajo la batuta de Mario Vercher Grau.

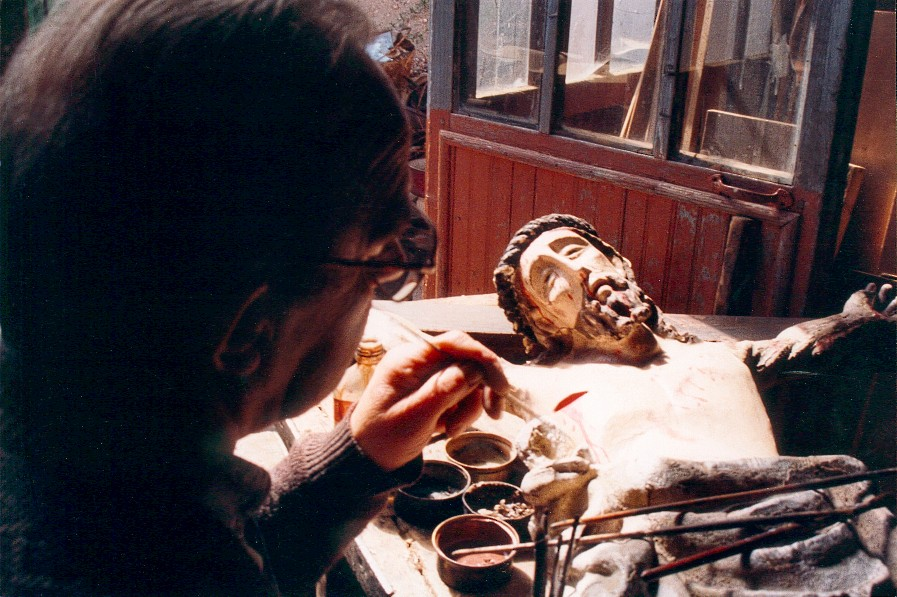
Restauración de figuras religiosas

Realizó objetos artísticos en madera, restauró los dedos del Cristo de la Salud de Alba de Tormes, andas procesionales y otros elementos del patrimonio cultural. En 2003, y como reconocimiento a su trayectoria y a sus obras, recibió el  "VI Premio ASCUA a la Defensa del Patrimonio y la Cultura de Alba de Tormes", concedido por la Asociación Cultural Albense.
En noviembre de 2009, coincidiendo con su 80 cumpleaños, recibe de la Banda de Música de Alba de Tormes el reconocimiento por su larga trayectoria musical. Se le concede el título de “Socio de Honor de la A.C. Banda de Música de Alba de Tormes”.
Jerónimo Cotobal falleció el 1 de diciembre de 2012.
Un año después, en diciembre de 2013, el Ayuntamiento de Alba de Tormes hizo entrega a sus familiares del Título de “Hijo predilecto de la Villa de Alba de Tormes”, a título póstumo.

## La Maqueta de la Basílica

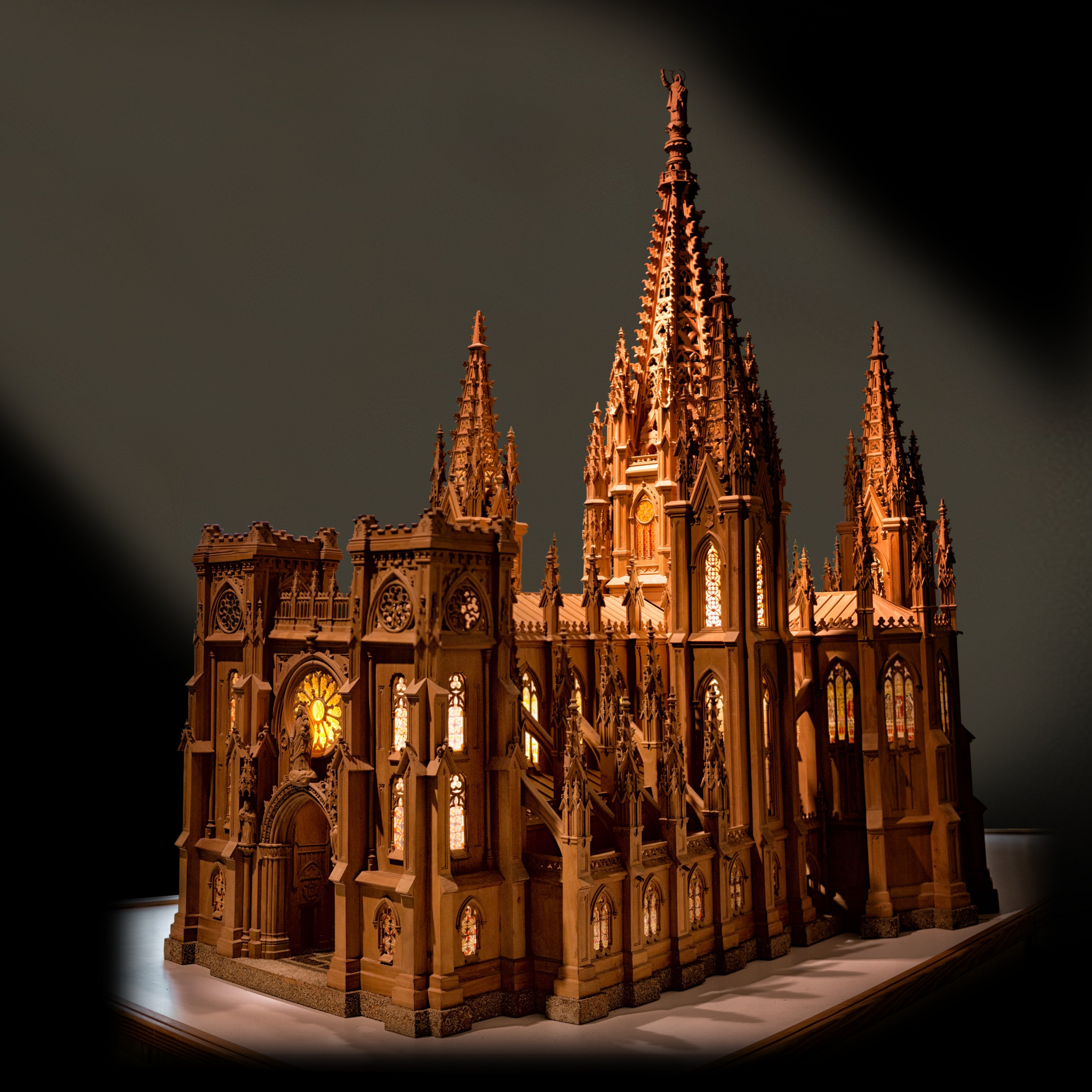
Maqueta de la Basílica de Santa Teresa de Jesús (Jerónimo Cotobal)

Sin duda, su obra más sobresaliente es la Maqueta de la Basílica de Santa Teresa de Jesús, en Alba de Tormes, realizada entre 1952 y 1959. Alcanza los 2 metros de altura y está compuesta por miles de piezas, la mayoría de madera de aliso sin barnizar, pero también de cristal y metal para las vidrieras, puertas y ventanas.
Fue definida en la prensa de la época como “una oración de madera”, y fue expuesta en diversos museos y exhibiciones a lo largo de la geografía nacional, anticipando la reanudación de las obras detenidas de la Basílica. Una de las exposiciones más recientes ha sido en la edición de 2015 de “Las Edades del Hombre”, en la capilla de María Auxiliadora de la propia Basílica inacabada de Santa Teresa, en Alba de Tormes.
En la actualidad se expone en el Museo de los Padres Carmelitas, en Alba de Tormes.

## Distinciones
- Título de 'Primer Artesano Ejemplar de Alba de Tormes (1959, por D. José Luis Taboada García, gobernador civil de Salamanca)
- VI Premio ASCUA a la Defensa del Patrimonio y la Cultura de Alba de Tormes (2003, por la Asociación Cultural Albense)
- Socio de Honor de la Asociación Cultural "Banda de Música de Alba de Tormes” (2009, por la Banda de Música de Alba de Tormes)
- Título de Hijo predilecto de Alba de Tormes (2012, por el Ayuntamiento de Alba de Tormes, a título póstumo)